# VoyagesPirates
VoyagesPirates est un site et une application spécialisés en bons plans voyage.

## Fonctionnement
Initialement blog de bons plans pour touristes, l'offre commerciale est créée par Sebastian Kaatz et Igor Simonow puis importée en France en 2014.
VoyagesPirates, via le site internet, l’application et les réseaux sociaux, propose une liste de moyens de locomotion (train, car, avion), hôtels et séjours à bas coût,. Les salariés, aidés d'algorithmes, parcourent les comparateurs à l'instar de Booking.
L'entreprise est fondée sur un système d'affiliation : « Le site intègre en marque blanche le comparateur Kayak. Lorsqu'un internaute clique sur une offre de vol ou d'hôtel, il est d'abord renvoyé vers les résultats de Kayak puis vers l'une des agences partenaires de Kayak (Opodo, eDreams, Travelgenio...). Puis la commission emprunte le chemin inverse: l'agence rémunère Kayak qui rémunère Voyages Pirates ».
La société VoyagesPirates dispose de bureaux dans différents États dont l'Allemagne et la France.

## Divers
En juillet 2018, Capital a tourné un reportage relatif à la plateforme VoyagesPirates.